# Boophis haematopus
Espèce
Statut de conservation UICN

 EN B1ab(iii) : En danger
Boophis haematopus est une espèce d'amphibiens de la famille des Mantellidae.

## Répartition
Cette espèce est endémique de Madagascar. Elle se rencontre entre 200 et 400 m d'altitude dans la pointe Sud-Est de l'île,.

## Description
Boophis haematopus mesure de 25 à 28 mm pour les mâles. Son dos varie du brun marbré au grisâtre ou brunâtre avec de petites taches rouges. Son ventre est blanc.

## Étymologie
Son nom d'espèce, du latin haema, « sang », et pus, « pied », lui a été donné en référence à la coloration rouge intense de ses orteils et palmures.

## Publication originale
- Glaw, Vences, Andreone & Vallan, 2001 : Revision of the Boophis majori group (Amphibia: Mantellidae) from Madagascar, with descriptions of five new species. Zoological Journal of the Linnean Society, vol. 133, p. 495-529 (texte intégral).